# باسم الحب
باسم الحب (بالإنجليزية: "The Name of Love")‏ هي أغنية من تسجيل دي جي الهولندي ومنتج التسجيلات مارتن غاركس والمغنية وكاتبة أغاني الأمريكية بيبي ريكسا. أنتج الأغنية مارتن غاركس ومات راد وستيف جيمس وسيمون ساينس. تم إصدارها على آي تيونز وخدمات البث الأخرى بعد أن عرضت الأغنية لأول مرة في مهرجان ألترا ميوزيك 2016. تم إصدار ريميكس على شكل ألبوم في 11 نوفمبر 2016، وهو يتألف من ثلاث أغاني يضم تعاونا مع كل منDallasK وThe Him وSnavs.